# Lüdenscheid
Lüdenscheid is een stad en gemeente in de Duitse deelstaat Noordrijn-Westfalen. Het is de Kreisstadt van de Märkischer Kreis. De gemeente telt 71.911 inwoners (31 december 2020) op een oppervlakte van 86,73 km².
Lüdenscheid was in de periode na de Tweede Wereldoorlog een tijdlang garnizoensstad van het Belgische leger dat er drie kazernes had betrokken: de Leie, Hellersen en de IJzer. Het 6e bataljon TTR (transmissietroepen) had jarenlang kwartier (= verblijf) in de Leie samen met het 18de Bataljon Logistiek. Het 5e Regiment Lansiers, Regiment Tweede Jagers Te Paard alsook het 2e Regiment Artillerie (leuze: "Tweede in naam, eerste in faam") verbleef jarenlang in Kwartier IJzer (Baukloh Kaserne).
Lüdenscheid is de plaats van oprichting van de speelgoedfabriek Siku.

## Delen van Lüdenscheid

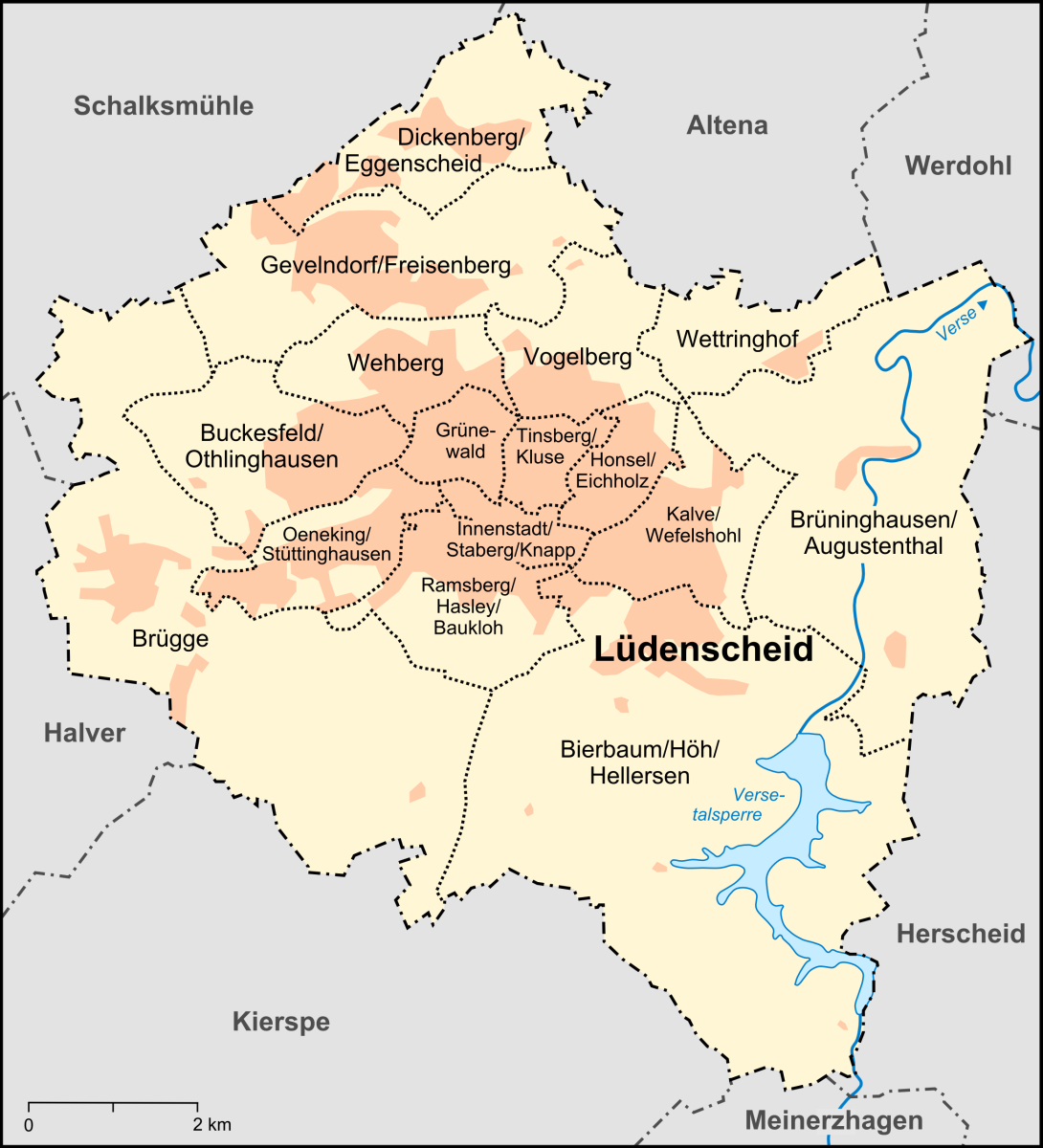
Kaart van Lüdenscheid met de stadsdistricten

| - Bierbaum + Piepersloh - Brügge - Brüninghausen - Buckesfeld - City - Dickenberg - Eggenscheid - Freisenberg | - Gevelndorf - Grünewald - Kalve - Naturpark Ebbe - Oeneking + Stüttinghausen - Othlinghausen - Ramsberg - Schlittenbach | - Tinsberg - Trempershof - Vogelberg - Wefelshohl - Wehberg - Wettringhof - Worth, Eichholz en Honsel |

## Economie
Lüdenscheid is een stad met veel en gevarieerde industrie en nijverheid. Er zijn in de stad vijf belangrijke bedrijventerreinen aanwezig.
Kostal (fabriek van en handel in auto-onderdelen; 2000 werknemers) is de grootste werkgeefster van de stad. Daarnaast zijn er o.a. fabrieken van knopen, aluminium-profielen en machine-onderdelen gevestigd, en een voor Duitsland uniek bedrijf, dat onderscheidingen vervaardigt, zowel die van het Bundesverdienstkreuz als ten behoeve van het carnaval.

## Partnergemeenten
Lüdenscheid heeft contacten met de volgende buitenlandse gemeenten:
- Calderdale/Brighouse, Verenigd Koninkrijk, sinds 1950/1983
- Den Helder, Nederland, sinds 1980
- Leuven, België, sinds 1987
- Myślenice, Polen, sinds 1989
- Romilly-sur-Seine, Frankrijk, sinds 1991
- Taganrog, Rusland, sinds 1991

## Geboren
- Martin Gustav Nottebohm (1817-1882), Duits pianist, componist en Beethovenkenner
- Walter Süskind (1906-1945), Duits verzetsstrijder uit de Tweede Wereldoorlog
- Nuri Şahin (1988), Duits-Turks voetballer

## Afbeeldingen

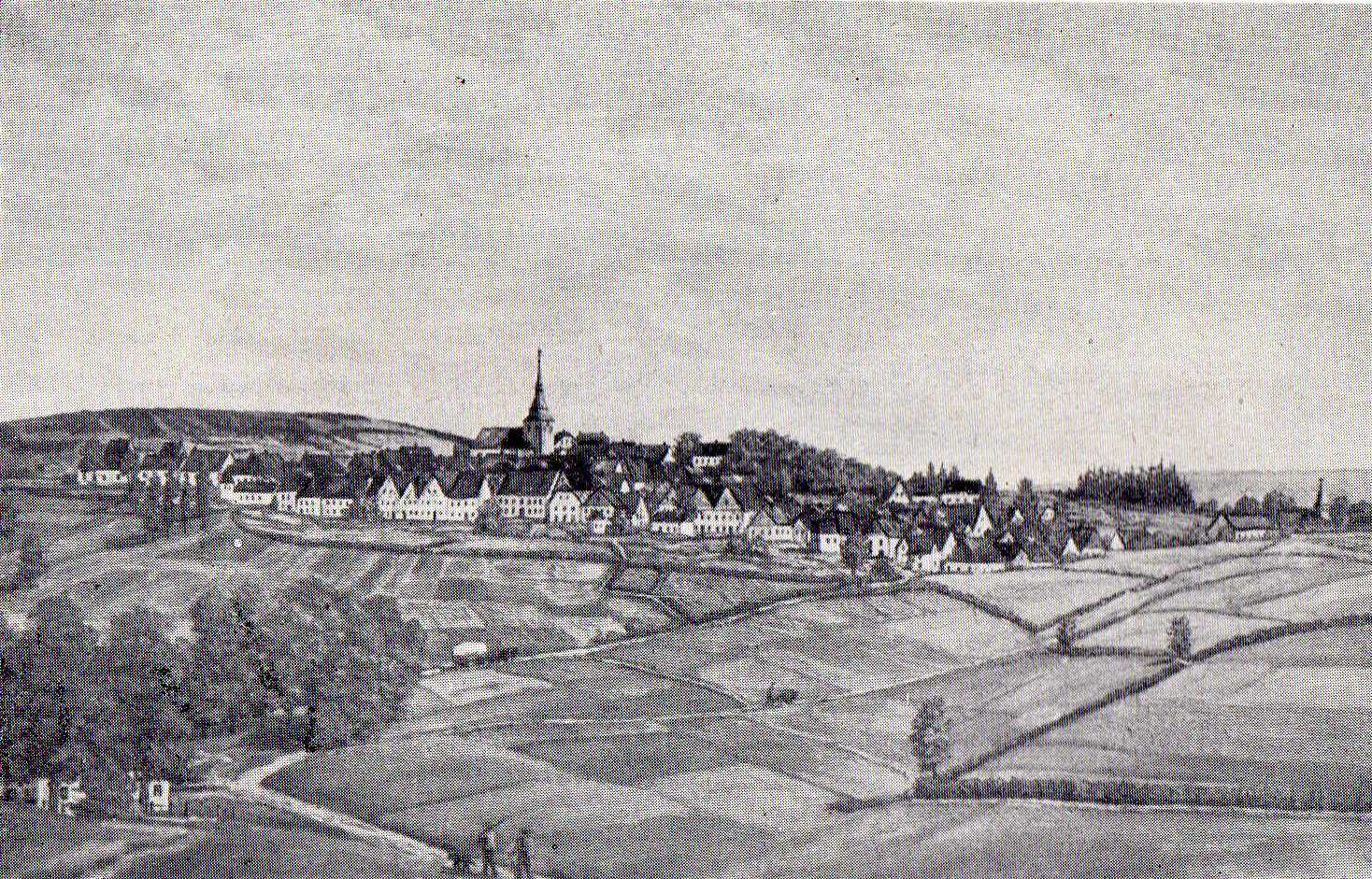
Gezicht op Lüdenscheid, circa 1800
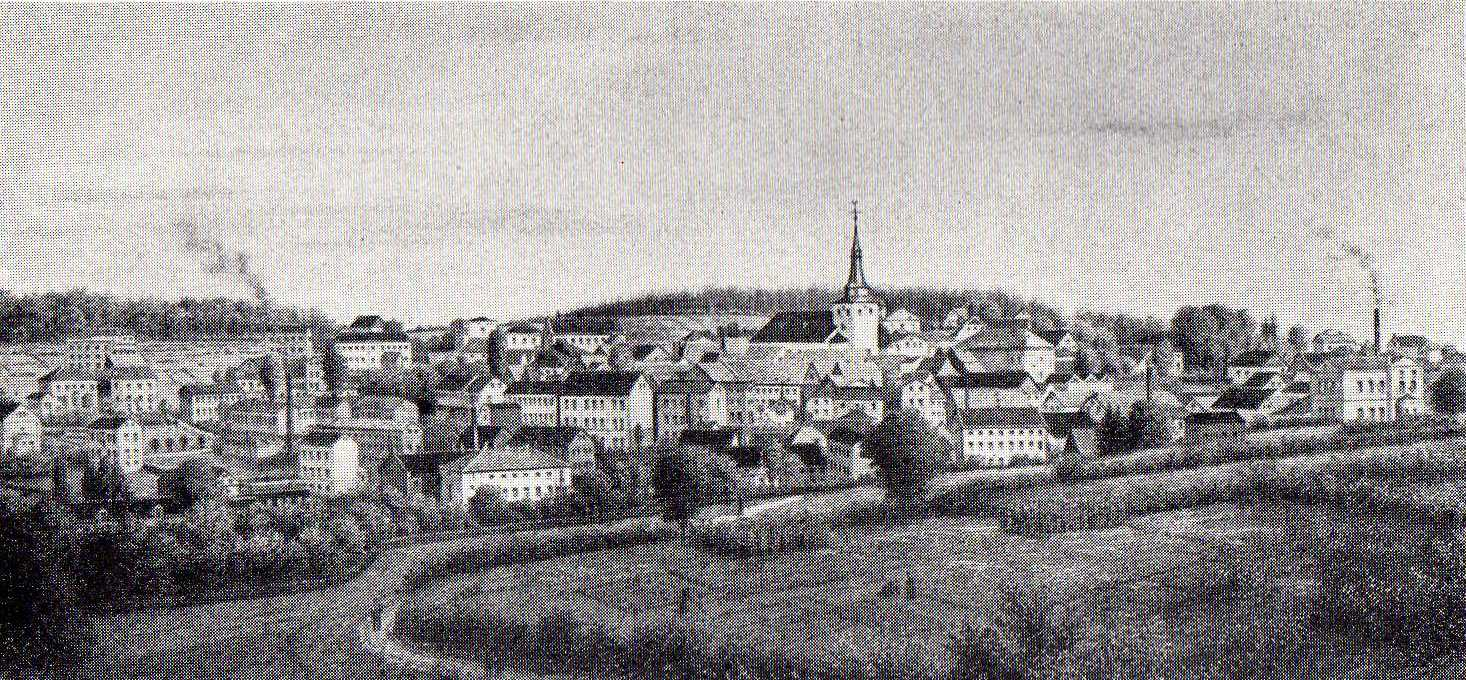
Gezicht op Lüdenscheid, circa 1870
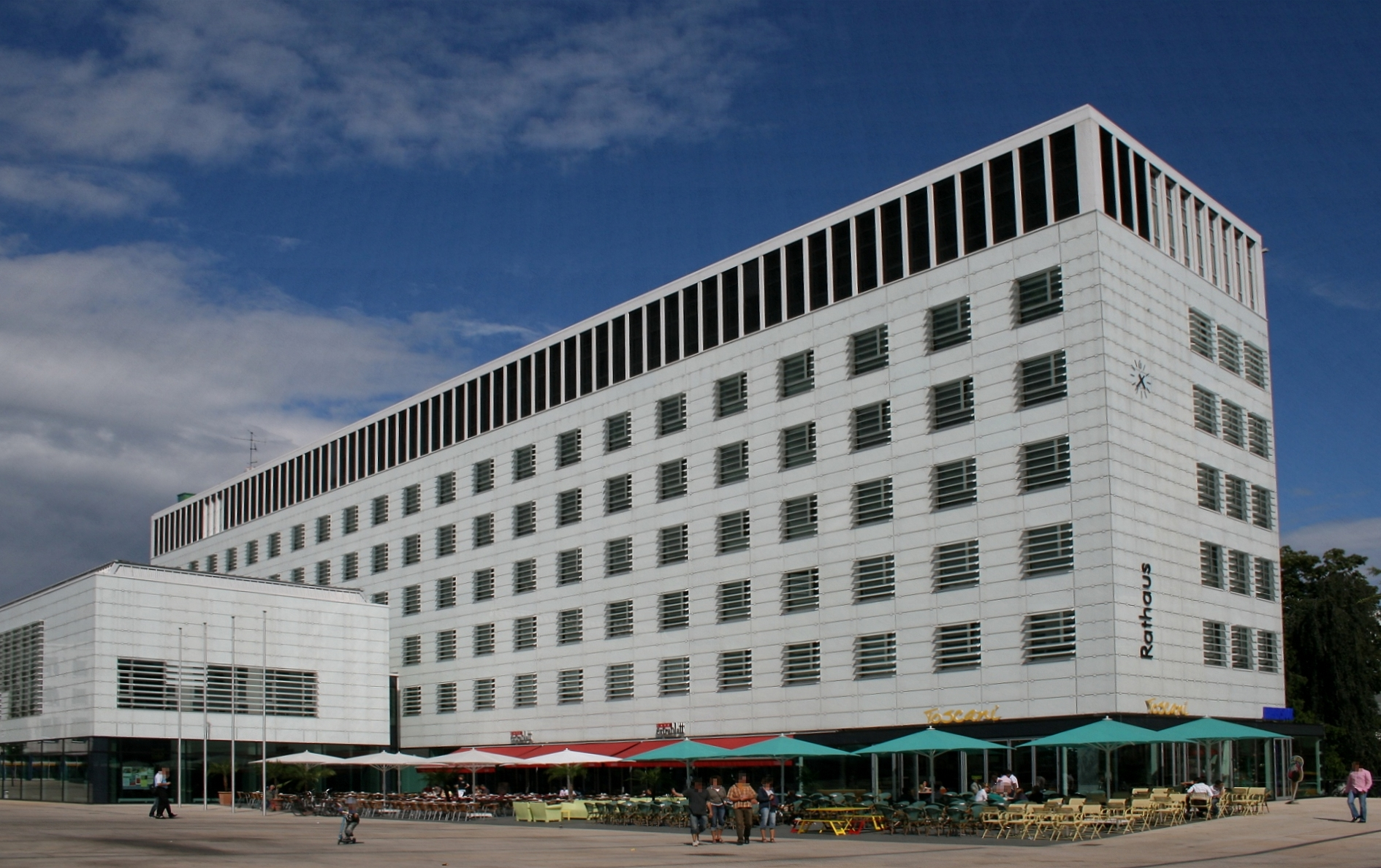
Gemeentehuis
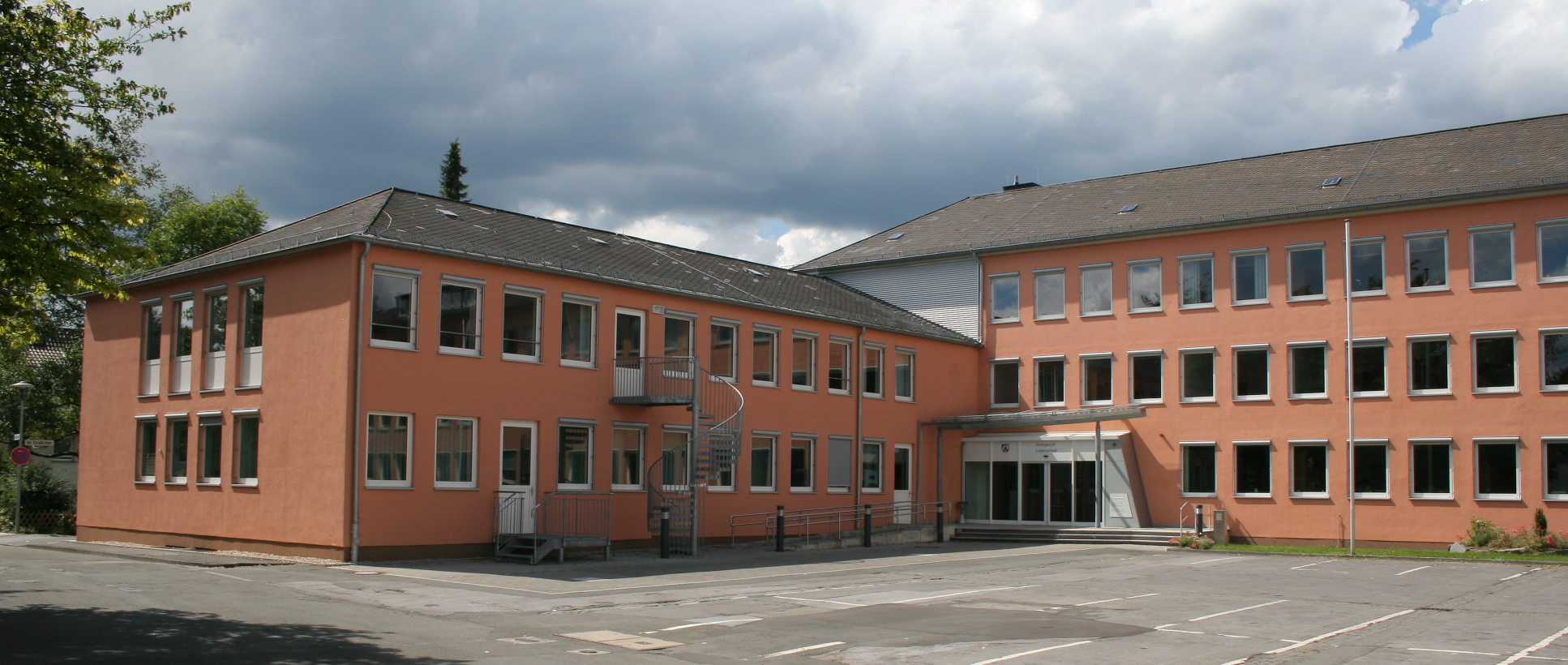
Gerechtsgebouw
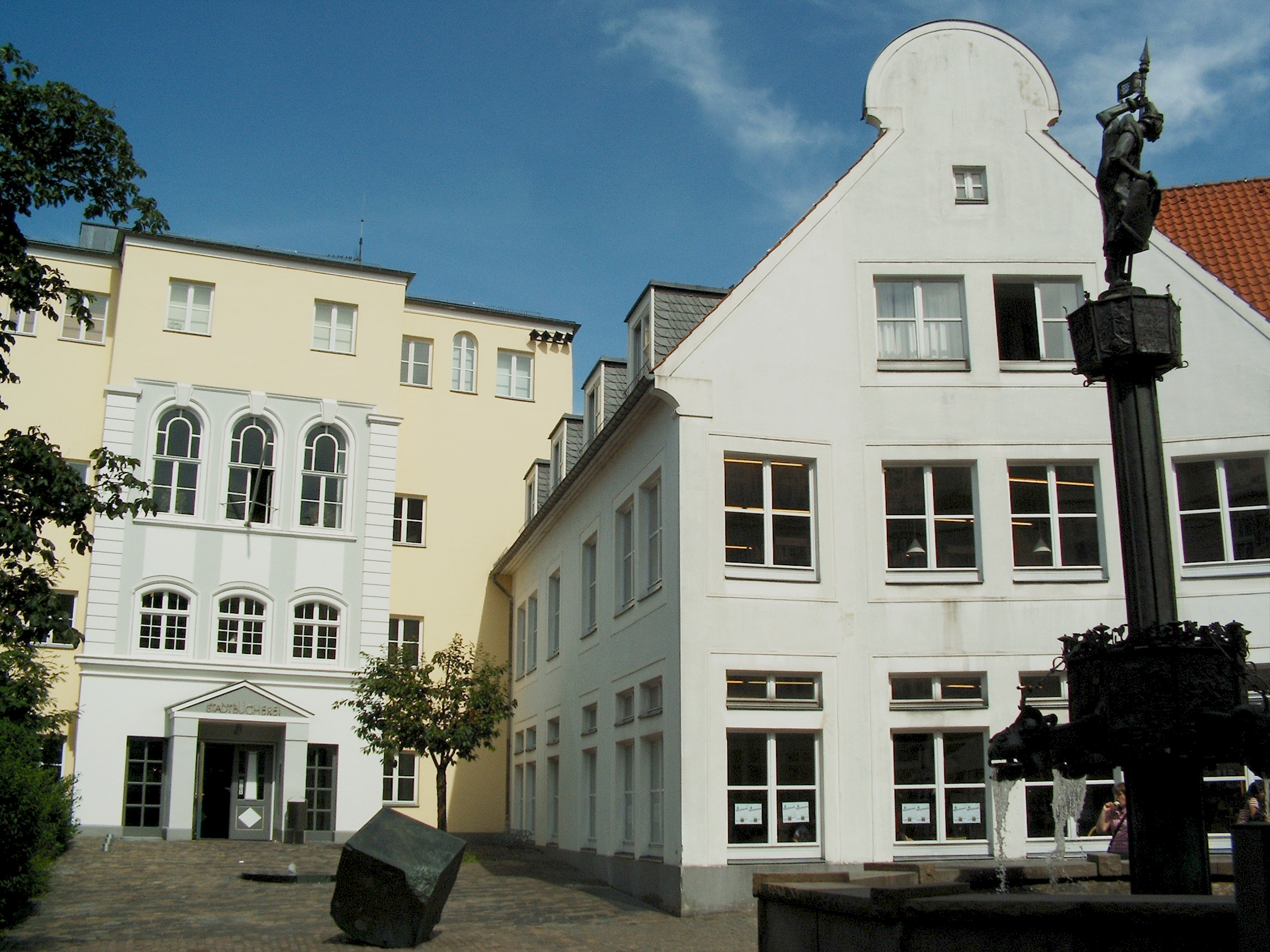
Bibliotheek
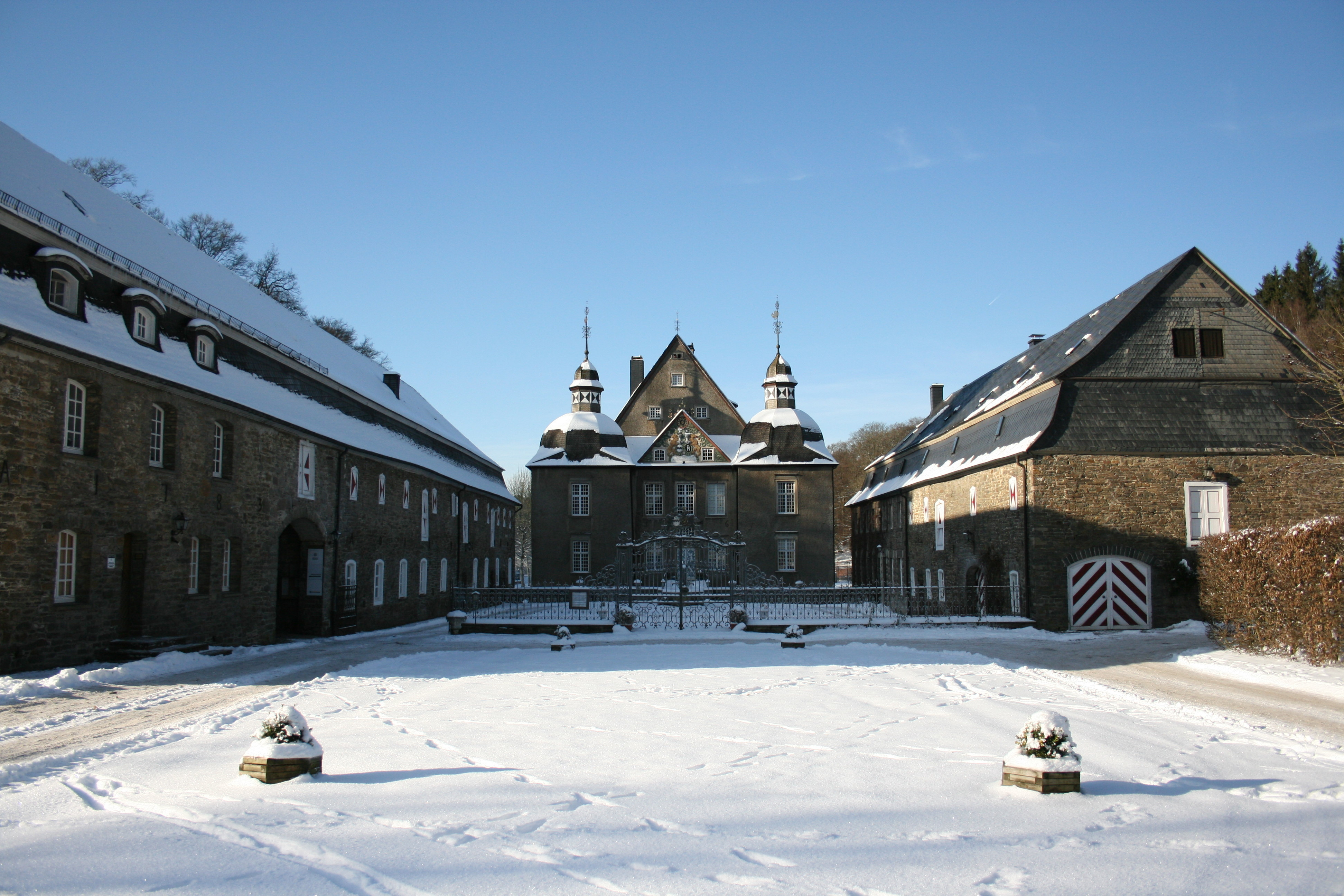
Schloss Neuenhof
Fuelbecketalsperre

Altena · Balve · Halver · Hemer · Herscheid · Iserlohn · Kierspe · Lüdenscheid · Meinerzhagen · Menden · Nachrodt-Wiblingwerde · Neuenrade · Plettenberg · Schalksmühle · Werdohl